# Guillermo Cañas
Guillermo Ignacio Cañas, född 25 november 1977 i Buenos Aires, Argentina, är en argentinsk högerhänt professionell tennisspelare.

## Tenniskarriären
Guillermo Cañas blev professionell ATP-spelare 1995. Han har till juli 2008 vunnit 7 singel- och 2 dubbeltitlar på touren. Sin bästa singelranking, nummer 8, nådde han i juni 2005. I dubbel rankades han som bäst som nummer 47 (juli 2002). Fyra av singeltitlarna har Cañas vunnit på grus vilket är hans favoritunderlag. 
Cañas vann sin första ATP-titel i singel 2001 i Casablanca genom finalseger över Tommy Robredo. Samma säsong vann han också i Chennai, där han finalbesegrade Paradorn Srichaphan. Säsongen därpå vann han singeltiteln i Toronto genom en tvåsetsvinst i finalen över Andy Roddick. Säsongen 2004 vann Cañas tre singeltitlar (Stuttgart, Umag och Shanghai) och finalbesegrade bland andra Gaston Gaudio (Stuttgart på grus) i en mycket jämn femsetsmatch (5–7 6–2 6–0 1–6 6–3). Efter ett 15 månaders spelupphåll på grund av dopingavstängning, återkom Cañas hösten 2006 till touren. Sin senaste singeltitel vann han i Costa do Sauipre på grus, genom att finalbesegra Juan Carlos Ferrero (7-6, 6-2). Under säsongen 2007 turneringsbesegrade Cañas vid två tillfällen världsettan Roger Federer.  
I Grand Slam-turneringar har han som bäst vid tre tillfällen nått kvartsfinal i Franska öppna (2002, 2005 och 2007).
Cañas har deltagit i det argentinska Davis Cup-laget 1998-99, 2001-02, 2004-05 och 2007-08. Han har totalt spelat 13 matcher och vunnit 9 av dem.

## Spelaren och personen
Guillermo Cañas började spela tennis som 7-åring. Han var framgångsrik som junior och nådde bland annat kvartsfinal i Wimbledonmästerskapen 1995. 
Han har landsmannen och tennisspelaren Guillermo Vilas som förebild. 
Guillermo Cañas suspenderades på två år från tourspel efter att ha testats positiv för det förbjudna preparatet hydroklortiazid i februari 2005. Cañas har hela tiden bedyrat sin oskuld och säger att han fått preparatet av turneringsledningen i Acapulco, trots att hans egen läkare förskrivit ett annat preparat. Cañas blev sedermera trodd och fick sitt straff reducerat till 15 månader. Att han inte friades helt motiverades av att man ansåg att han borde ha varit mer uppmärksam när han intog preparatet, där den förbjudna substansen ingick. 

## ATP-titlar
- Singel
  - 2001 - Casablanca
  - 2002 - Chennai, Montréal/Toronto
  - 2004 - Stuttgart, Umag, Shanghai
  - 2007 - Costa do Sauipe
- Dubbel
  - 1999 - Boston
  - 2001 - Stuttgart